# Kirchhalde
Die Kirchhalde ist ein am 27. Februar 1998 vom Regierungspräsidium Tübingen durch Verordnung ausgewiesenes Naturschutzgebiet auf dem Gebiet der Gemeinde Langenenslingen.

## Lage
Das Gebiet befindet sich ca. 250 m östlich des Ortsteils Emerfeld im Warmtal. Das Gebiet gehört zum Naturraum der Mittlere Flächenalb.

## Schutzzweck
Der Schutzzweck ist laut Verordnung „die Erhaltung der landschaftstypischen und kulturhistorisch bedeutsamen Wacholderheiden und Kalkmagerweiden als prägendes Landschaftselement auf dem ‑ mit Ausnahme des dorfnahen Wirtschaftsgrünlandes ‑ einzigen nicht mehr bewaldeten Hang im Warmtal.“

## Landschaftscharakter
Das Gebiet konnte sich im Gegensatz zu anderen Hängen des Warmtals seinen Heidecharakter bis heute bewahren. Es wird von einem mit einzelnen Gebüschen und Bäumen strukturierten Halbmagerrasen dominiert. Im Norden befinden sich einzelne Waldflächen. Stellenweise finden sich auch Relikte früherer Nutzungsformen, wie einzelne Streuobstbäume und eine Terrassierung aus einem früheren Weinbauversuch.

## Zusammenhängende Schutzgebiete
Das Gebiet ist Teil des FFH-Gebiets Glastal, Großer Buchwald und Tautschbuch und wird vom Landschaftsschutzgebiet Riedlinger Alb umschlossen.